# 马特尔
马特尔（法語：Martres，法語發音：[maʁtʁ]）是法国吉伦特省的一个市镇，属于朗贡区。

## 地理
马特尔（44°42'36"N, 0°10'6"W）面积3.03 平方千米，位于法国新阿基坦大区吉倫特省，该省份为法国西南部沿海省份，是法國本土面积最大的省，北起滨海夏朗德省，西临大西洋，南至朗德省，东南接洛特-加龍省，东临多爾多涅省。
与马特尔接壤的市镇（或旧市镇、城区）包括：弗龙特纳克、夸拉克、拜尼欧、多贝兹、蒙蒂尼亚克。

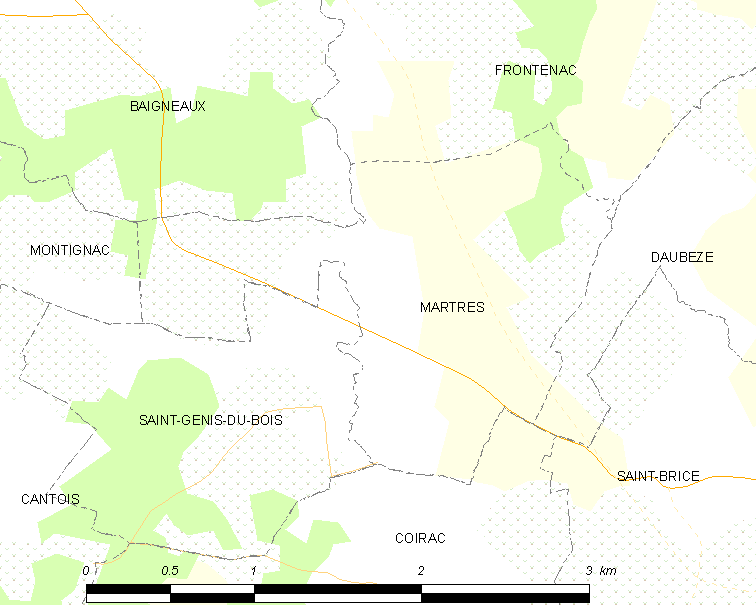
马特尔的OSM定位图

马特尔的时区为UTC+01:00、UTC+02:00（夏令时）。

## 行政
马特尔的邮政编码为33760，INSEE市镇编码为33275。

## 政治
马特尔所属的省级选区为海间县。

## 人口

1962-2008年间马特尔人口变化图示

马特尔于2022年1月1日时的人口数量为99人。